# Ilha Badger
A ilha Badger é uma ilha granítica e calcária localizada no sudeste da Austrália, no estreito de Bass e pertence ao Grupo Furneaux. Possui uma área de 1242 hectares. A ilha é uma propriedade particular, sendo utilizada para pastoreio de rebanhos domésticos e de cangurus. Diabos-da-tasmânia foram introduzidos na ilha no final da década de 1990.